# Хунгъяха
Хунгъяха (устар. Хунгы-Яха) — река в России, протекает в Ямало-Ненецком АО. Устье реки находится в 80 км по левому берегу реки Вынгапур. Длина реки составляет 15 км.

## Данные водного реестра
По данным государственного водного реестра России относится к Нижнеобскому бассейновому округу, водохозяйственный участок реки — Пур, речной подбассейн реки — подбассейн отсутствует. Речной бассейн реки — Пур.
Код объекта в государственном водном реестре — 15040000112115300056209.